# The Outcast (film, 1915)
Pour le film de Thomas H. Ince, voir The Outcast.
Pour plus de détails, voir Fiche technique et Distribution.
The Outcast est un film muet américain réalisé par John B. O'Brien, sorti en 1915.

## Synopsis
Une fille pauvre qui ne connaît pas ses parents est danseuse dans un music-hall miteux où travaille aussi Bob, son amoureux, comme serveur.
En même temps, un juge très sévère invite son collègue plus indulgent à un procès où il prononce la sentence la plus lourde possible. Plus tard, ils rencontrent les jeunes gens dans un parc. Le juge indulgent se souvient qu'il a récemment accordé un sursis à Bob dans une affaire de bagarre dans la rue.
Au music-hall, un type du quartier de Bowery s'en prend à la fille dans sa loge. Bob est témoin, à son entrée dans la pièce, du tir accidentel qui tue l'agresseur. C'est le juge sévère qui préside au procès. Quand le jury la reconnaît coupable, le grand-père de la fille, qui a été retrouvé par son avocat, fait face au juge, qui s'évanouit en apprenant que, des années auparavant, il avait quitté la mère de l'accusée pour poursuivre sa carrière.
Le lendemain, le juge indulgent rend sa liberté à la fille. Bob et elle rendent visite au juge convalescent, qui exprime son désir de se dévouer à sa fille retrouvée.

## Fiche technique
- Titre original : The Outcast
- Réalisation : John B. O'Brien
- Scénario d'après la nouvelle The Outcast de Thomas Nelson Page[1]
- Photographie :  Harry B. Harris
- Société de production : Majestic Motion Picture Company
- Société de distribution : Mutual Film Corporation
- Pays de production :  États-Unis
- Langue : anglais
- Format : Noir et blanc - 35 mm - 1,37:1 -  Muet
- Genre : drame
- Durée : 4 bobines
- Date de sortie :
  - États-Unis : 29 mars 1915

## Distribution
- Ralph Lewis : le juge
- Mae Marsh : la fille
- Mary Alden : sa mère
- Robert Harron : Bob
- Spottiswoode Aitken : l'avocat
- Jack Dillon : le procureur
- Jack Conway